# کووداوا (استان لوبوسکی)
کووداوا (به لهستانی:  Kłodawa) یک روستا در لهستان است که در گمینا کووداوا (استان لوبوسکی) واقع شده‌است.
 کووداوا  ۲٬۷۰۰ نفر جمعیت دارد.